# Carl Ferdinand Fischer
Carl Ferdinand Fischer (født 18. oktober 1879 i Grenaa, død 16. december 1957) var en dansk filmfotograf og fotograf samt bror til Hugo J. Fischer.

## Filmografi
- Smil og Taare (1923) - Foto
- Den Sømand han maa lide (1919) - Foto
- Ivigtut (1918) - Foto
- I Livets Hvirvel (1918) - Foto
- Elskovs-Eden (1918) - Foto
- H.P. hænger paa 'en (1917) - Foto
- Vajsenhusbarnet (1917) - Foto
- Den første Patient (1916) - Foto
- Kærlighedens ABC (1916) - Foto
- Dora Brandes (1916) - Foto
- Kærlighed og Spøgelser (1916) - Foto
- Børsens Offer (1916) - Foto
- Barnet fra Opfostringshuset (1916) - Foto
- Værelse Nr. 17 (1916) - Foto
- Dommerens Hustru (1916) - Foto
- Bladkongen (1916) - Foto
- Den skønne Ubekendte (1915) - Foto
- Susanne i Badet (1915) - Foto
- Det blaa Vidunder (1915) - Foto
- Hans Kusine (1915) - Foto
- Uniformens Magt (1915) - Foto
- En søvnig Brudgom (1915) - Foto
- Spøgelsestyven (1915) - Foto
- Hjertefejlen (1915) - Foto
- Tre om Een (1915) - Foto
- En nydelig Ægtemand (1914) - Foto
- Perlehalsbaandet (1914) - Foto
- Fangens Søn (1914) - Foto
- Grev Zarkas Bande (1914) - Foto
- En Udskejelse (1914) - Foto
- Hægt mig i Ryggen (1914) - Foto
- Stop Tyven (1914) - Foto
- Stemmeretskvinden (1914) - Foto
- Svindlere (1914) - Foto
- Den fjerde Dame (1914) - Foto
- Kvindehadernes Fald (1914) - Foto
- Bytte Roller (1914) - Foto
- Prins for en Dag (1913) - Foto
- Elskovs Opfindsomhed (1913) - Foto
- Kæmpedamens Bortførelse (1913) - Foto
- I Stævnemødets Time (1913) - Foto
- Ægteskabets tornefulde Vej (1913) - Foto
- Lykkens lunefulde Spil (1913) - Foto
- Elskovs Gækkeri (1913) - Foto
- Grossererens Overordnede (1913) - Foto
- Den bortførte Brud (1913) - Foto
- Troskabsvædsken (1913) - Foto
- Frøken Anna og Anna Enepige (1913) - Foto
- Frk. Studenten (1913) - Foto

## Eksterne Henvisninger
- Carl Ferdinand Fischer på Internet Movie Database (engelsk)
- Carl Ferdinand Fischer på Filmdatabasen
- Carl Ferdinand Fischer på danskefilm.dk
- Carl Ferdinand Fischer på danskfilmogtv.dk
- Carl Ferdinand Fischer på The Movie Database (engelsk)